# Omar Ba
Pour les articles homonymes, voir Ba.
Ne pas confondre avec Omar Ba, peintre sénégalais né en 1977.
Omar Ba est un écrivain francophone, né le 2 septembre 1982 à Thiès au Sénégal. Il se fait connaître en publiant Soif d'Europe, témoignage d'un clandestin, récit qu'il présente d'abord comme autobiographique, avant de reconnaître qu'il s'agit d'une reconstruction romancée de plusieurs vies d'immigrés en France et ailleurs.

## Biographie

### Éducation
Omar Ba naît en 1982 à Thiès au Sénégal. Plus précisément dans un village du nom de Touba Peycouck sis à quelques kilomètres de la deuxième ville du Sénégal. Ses études secondaires se déroulent respectivement au CEM Diamaguène et au lycée Malick Sy, où il sort major de sa promotion au Baccalauréat.
Omar Ba intègre ensuite l'université Gaston Berger de Saint-Louis où il étudie la sociologie, de 2001 à 2003. Là aussi, Omar Ba sort major en première année de DEUG tout comme en deuxième année. Ses anciens collègues décrivent un élève taciturne voire austère mais toujours très ambitieux. L’auteur arrive en France avec un visa d'étudiant et suit pendant deux ans des cours de sociologie à l'université de Saint-Étienne.
En 2005 il s'inscrit en cycle doctoral de sociologie des médias à l'EHESS. Il se fait connaître en publiant deux livres sur la condition des immigrés africains dans les pays du Nord.

### Carrière
Omar Ba fut tour à tour membre puis président du Réseau Action Jeunes, un collectif de jeunes stéphanois destiné à informer les étrangers et les sans-logis sur leurs droits individuels.
Entre 2006 et 2008, Omar Ba est rédacteur au sein de l'association Triangle des Bermudes[réf. souhaitée], association née au cours du mois d'avril de l'année 2000 sur l'initiative d'Abou Njie et de Yannick Noah ainsi que des jeunes de cités du secteur des Pyramides à Évry, des Tarterêts à Corbeil-Essonnes, de la Grande Borne à Grigny et d'autres. L’association se veut un lieu de débats et de réflexion sur le "vivre ensemble". Il s'agit de trouver les voies et moyens de lutter contre les violences, notamment par la culture et le sport, mais aussi en tendant la main aux autres. De sa mission première - la lutte contre la violence -, à celle, plus ambitieuse, de « vivre ensemble », il n'y a eu qu'un pas que l'association a franchi au lendemain des émeutes urbaines de novembre 2005.
Omar Ba écrit en 2006 un brûlot contre le régime d'Abdoulaye Wade au Sénégal. Un livre intitulé Pauvre Sénégal ! Un peuple en otage dans lequel il fustigeait la gestion calamiteuse de ce pays par un « clan ». L'ouvrage fut interdit de sortie au Sénégal. Depuis cette date, l'auteur s'est engagé dans la lutte pour le départ de Wade, obtenu démocratiquement le 25 mars 2012.
En octobre 2008, à Nantes, Omar Ba participe à une des opérations–phare de la Présidence française de l’Union Européenne. Dénommé Paroles d'Européens, l’évènement avait été organisé par le Ministère des Affaires Étrangères, qui, pour l’occasion, fit venir des 27 pays de l’UE plusieurs dizaines de jeunes aux côtés de Jean-Pierre Jouyet (alors secrétaire d’État aux Affaires Européennes), Felipe Gonzalez, ancien premier ministre espagnol, Vaira Vīķe-Freiberga ex-Présidente de la République de Lettonie et Jean-Marc Ayrault, ancien premier ministre. Il s’est agi d’une batterie de 24 ateliers de réflexions sur l’Europe à l’horizon 2020. Pour chacun des ateliers un témoin a été sélectionné selon ses compétences pour apporter son éclairage sur les propositions formulées. En vertu de ses publications sur l’immigration, Omar Ba fut à la tête de l’atelier « Positionner l’Europe dans le monde ».
À compter de février 2009, l'auteur sera Médiateur-Chargé de Communication au sein de l'ONG Aide et Action avant d’occuper le même poste à Unicef France.
De septembre 2009 à septembre 2011, Omar Ba officie en tant que correspondant dans l'Agglomération Evry-Centre-Essonne pour le compte de l'hebdomadaire Le Républicain.
Omar Ba fut le parrain 2011, avec le musicien ivoirien Serges Kassy, de la campagne Pas d’Éducation, pas d'avenir (anciennement dénommée Quinzaine de l'École publique), coorganisée par la Ligue de l'Enseignement et l'ONG Solidarité Laïque. La campagne est soutenue par le Ministère de l'Éducation Nationale, de la Jeunesse et de la Vie Associative. L'opération permet de financer des projets en faveur de la défense et de la promotion du droit à l'éducation pour tous et toutes à travers le monde, avec une priorité pour les pays francophones. Comme chaque année depuis 2002, l'association Solidarité laïque est partenaire de l'opération. Milan Presse depuis 2002 et l'Agence française de développement en 2012 soutiennent également la campagne. La campagne est l'occasion pour les élèves de prendre conscience des inégalités d'accès à l'éducation dans le monde et de s'associer à une action de solidarité.
Il est en 2012 chroniqueur responsable de l'Actualité dans le Talk-Show Latitude91 de la radio Evryone[réf. souhaitée] et directeur de la publication du site d’informations Baolnews.com à partir d'octobre en plus d'y être chroniqueur,.

## Publications

### Politique
Omar Ba publie en 2006 son premier livre intitulé Pauvre Sénégal, un peuple en otage. Ce livre est un document qui pointe du doigt les vices, lacunes et handicaps qui piègent la marche du Sénégal mais aussi de la plupart des autres États du Tiers-monde. La pauvreté qui accable ce pays, explique l'auteur, n’est pas une fatalité. Elle est construite et entretenue tous les jours, peut-être de façon inconsciente par une population en proie à un manque de vision de ses dirigeants. « Wade et son équipe exacerbent la donne », explique-t-il.

### Immigration
En 2008, Omar Ba publie Soif d'Europe, témoignage d'un clandestin, son premier livre sur l'immigration. L'ouvrage porte sur les incroyables difficultés que les Africains qui veulent venir s'établir en France doivent endurer en passant par des filières clandestines. Il plaide pour une réflexion plus profonde sur les mesures tendant à limiter l'immigration. Le livre est présenté comme un témoignage écrit à la première personne. Les faits sont rapportés avec l’émotion et les temps forts. « Soif d’Europe » est le récit d’un jeune homme qui a été jusqu’au bout de son rêve pour faire valoir son droit à la liberté de circulation.
Le second, Je suis venu, j'ai vu, je n'y crois plus, paru en juin 2009, fait part de son désenchantement en décrivant les grandes souffrances de la vie en Europe pour les Africains, la dureté du climat, la solitude, la tristesse des villes, et leur exploitation comme main d'œuvre à très bas coût dans des conditions pires que l'esclavage. Montrant que l'Europe n'est pas du tout conforme au tableau idyllique qu'en donnent les films, les publicités et les organisateurs de ce qu'on peut appeler une nouvelle traite négrière, il conseille aux Africains de rester chez eux et de mettre en valeur leur propre pays.
Après le succès de Je suis venu, j'ai vu, je n'y crois plus (plus de 10 000 exemplaires vendus), Omar Ba publie en mai 2010, un nouveau livre sur l'immigration, N'émigrez pas ! L'Europe est un mythe. Omar Ba affirme que les Africains qui quittent tout pour venir en Europe perdent au change : leur avenir est sur le continent noir. Les populations immigrées sont plus touchées par le chômage : les immigrés sont « conviés à la misère ». Omar Ba est contre les régularisations massives des sans-papiers, qui vont pousser de nombreux autres Africains à quitter leurs pays d'origine pour l'Europe en leur donnant de l'espoir, mais qui vont aussi priver les pays d'Afrique de leurs ressortissants. Pour lui, l'immigration contribue à maintenir les populations africaines en position d'assistanat. De ce livre, la revue Projet du Centre de recherche et d’action sociales retient « Un plaidoyer à contre-courant du politiquement correct, que les responsables associatifs et politiques, tout comme les citoyens, devraient lire avec attention, sans parti-pris ».

### Droits de l'homme et démocratie
En 2009, Omar Ba a participé à l’ouvrage collectif Regards du monde sur l’Europe à l’initiative de la plateforme d'ONG Coordination SUD. L’ouvrage est paru chez Karthala avec le soutien conjoint de la Radio France Internationale, de la Commission européenne, de la Fondation de France, du Ministère français des Affaires Etrangères, de la Région Ile-de-France et de la Mairie de Paris. Comment l’Europe est-elle perçue dans le monde, et spécifiquement dans les pays du sud ? Quel peut être son rôle pour promouvoir la démocratie et les droits de l’Homme ? Y a-t-il un « modèle » européen de gouvernance ? Quelle est la responsabilité de l’Union Européenne en matière de développement durable et de régulation de la mondialisation économique ? Telles sont autant de question soulevées dans cet ouvrage. L’intervention de Omar Ba dans ce document tourne autour du thème : « liberté d’association, liberté d’expression, droits humains : quel rôle pour l’Europe ? ». Omar Ba croise son point de vue avec Pierre Rosanvallon, professeur au collège de France, Souhayr Belhassen, présidente de la Fédération internationale des ligues des droits de l’Homme (FIDH) et le dessinateur Plantu.

## Distinction
Omar Ba est le lauréat 2015 du Prix Citoyen Africain modèle catégorie "Jeune Leader Africain", un prix décerné par l'organisation africaine Club Model. Le Club Model est un regroupement de jeunes cadres africains qui militent pour la promotion des valeurs citoyennes. C'est pour inciter les jeunes africains à la citoyenneté que le Club Model a décidé de décerner chaque année des prix de citoyens modèles à des personnes qui se sont distinguées dans l’action citoyenne et dans la défense de nos valeurs civiques et morales.

## Polémique sur l’ouvrage Soif d'Europe
S'agissant de son livre Soif d'Europe, des critiques doutant de la véracité des faits décrits naissent dès 2008 parmi les internautes sénégalais, provoquant une première enquête menée par l'écrivain Bathie Ngoye Thiam qui conclut à l'imposture face aux nombreuses incohérences de son récit, : « un brillant étudiant, sachant qu’il a un bel avenir devant lui, ne laisse pas tomber ses études pour aller risquer sa vie dans la mer. Et puis, comment peut-il abandonner ses études pendant plus de trois ans à essayer de se rendre en France, puis retourner au Sénégal et obtenir une bourse ? »

Après la parution de son troisième livre en 2009, un journaliste du Monde, Benoît Hopquin, relaie l'enquête de Bathie Ngoye Thiam et met en évidence dans la biographie d'Omar Ba des invraisemblances permettant de mettre en doute le sérieux de ses propos : 

« Les descriptions des lieux, les noms des rues, les situations, en Libye, sur l'île italienne de Lampedusa, autour de l'enclave espagnole de Melilla, à Madrid, aux îles Canaries ou à Paris ne collent pas. Certains centres de rétention administrative n'existaient même pas au moment où il est censé les avoir fréquentés. La présentation des procédures espagnoles ou italiennes est fausse. […] À l'aller, il aurait convoyé une voiture, embarqué à Marseille et débarqué au Maroc. Cette liaison maritime n'existe pas, assure-t-on au Port autonome de Marseille. »

En effet, son périple en Afrique se déroulerait en 2000 et 2002, date à laquelle il était étudiant à Saint-Louis selon ses camarades de l'époque. Omar Ba reconnait que les dates sont fausses, mais précise que son récit est vrai et ce serait déroulé entre avril et décembre 2006, sur huit mois et non trois ans, bien que des témoins affirment l'avoir vu à Paris à cette époque : 

« Le dossier d'Omar Ba à l'EHESS contredit sa nouvelle histoire. L'étudiant était bien inscrit en 2005, avec des papiers parfaitement en règle. Il s'y est surtout fait remarquer par ses absences, conduisant sa directrice d'études à interrompre la collaboration. À l'automne 2006, alors qu'il était censé crapahuter comme clandestin loin de la France, il faisait le siège de l'EHESS, à Paris, pour obtenir sa réinscription. Il a alors fourni de fausses attestations et l'école l'a radié. Pourtant, une restauratrice francilienne, qui a employé l'étudiant comme extra, assure également que son employé avait des papiers en bonne et due forme à cette époque. »

En réaction, les éditions du Cygne qui ont publié Soif d'Europe font part de la « supercherie » de l'auteur sur leur site en précisant que « le témoignage d'Omar Ba Soif d'Europe est (au moins en partie) une affabulation. Notre auteur, Omar Ba, n'a pas vécu une partie des événements décrits dans ce récit ». Elles déplorent également que leur « relation de confiance soit salie par la découverte de sa supercherie ».
Dans une lettre adressée au Parisien, Omar Ba finit par avouer : « J'ai arrangé ma biographie parce que je pensais que cela aurait plus d'impact. Mon témoignage ne repose pas uniquement sur des événements que j'ai vécus personnellement mais aussi sur des drames vécus par d'autres, des anonymes dont la voix est trop souvent tue ». Il assure « regretter amèrement aujourd'hui ce choix ».
En 2012 Omar Ba dit assumer pleinement sa « démarche littéraire » sur l'immigration, et qu'il n'écrira plus sur le sujet.

## Engagement politique
Dans ses écrits Omar Ba évoque des sujets éminemment politiques mais il se lance effectivement dans le combat en 2012, année d'élection présidentielle au Sénégal, son pays d'origine Il est le corédacteur de la Charte du mouvement Taxaw Temm (Fermement Debout), la coalition de partis que l'auteur a soutenu pour s'opposer à la forfaiture d'Abdoulaye Wade. Omar Ba signera différents billets et contributions, participera à diverses manifestations en France et au Sénégal pour dénoncer la candidature anti-constitutionnelle d'Abdoulaye WADE. Ibrahima Fall, le candidat soutenu par Omar Ba, ne sortira pas vainqueur de cette élection. Il a appelé à voter Macky Sall, qui sera élu 4e président du Sénégal.

## Livres
- Pauvre Sénégal ! Un peuple en otage, Le Manuscrit, 2006, 200 p.[18]
- Soif d’Europe, témoignage d’un clandestin, éditions du Cygne, 2008, 134 p.[19]
- Je suis venu, j’ai vu, je n’y crois plus, Max Milo éditions, 2009, 256 p.[20]
- N'émigrez pas ! L'Europe est un mythe, éditions Jean-Claude Gawsewitch, 2010, 256 p.[21],[22]